# Ortho-ergisch eczeem
Ortho-ergisch eczeem of ortho-ergisch contacteczeem is een type eczeem dat ontstaat door een huidbeschadigende werking van stoffen. Het staat ook wel bekend als irritatieve contactdermatitis of als huisvrouweneczeem.
Het krijgen van de aandoening is afhankelijk van de concentratie van de toxische stof, de tijdsduur waarmee deze in contact heeft gestaan met de huid en de gevoeligheid van de huid. Bij dit proces is er geen sprake van een allergische reactie.

## Pathogenese
Verschillende mechanismen zijn verantwoordelijk voor het ontstaan van ortho-ergisch eczeem. Veroorzakers van het eczeem zijn over het algemeen stoffen die de opperhuid beschadigen doordat ze de fosfolipiden in celmembranen oplossen (bijvoorbeeld koolwaterstoffen), vetten oplossen (zeep), eiwitten denatureren en enzymsystemen uitschakelen. Detergentia leiden bovendien tot een groot vochtverlies en daarmee tot een verlies aan hydrofiele stoffen zoals aminozuren. Dit alles leidt tot een lichte ontstekingsreactie. De aandoening komt vaak bij huisvrouwen voor, omdat zij veelvuldig in contact staan met water en wasmiddelen.

## Klinische verschijnselen
Ortho-ergisch eczeem is voornamelijk een aandoening van de handen. Het klinisch beeld wordt gekenmerkt door een droge, rode, jeukende, schilferende huid, welke gepaard kan gaan met pijnlijke kloven. Bij het langdurig in contact staan met de veroorzakende toxische stof kan dit uiteindelijk leiden tot tylotisch eczeem.

## Therapie
Indien de aandoening voorkomt in het kader van een beroep is de beste behandeling het voorkomen van contact met de toxische stof. Soms is een concentratieverlaging van de stof reeds voldoende. Daarnaast is het belangrijk de huid in te vetten.